# Basílica y convento de San Francisco de Arequipa
La Basílica y Convento de San Francisco de Arequipa se encuentra en el centro histórico de Arequipa.
Fue fundada en 1552. Fue fundado gracias a la donación de los terrenos por parte de Don Lucas Martínez Begazo. La construcción quedó a cargo el padre Fr. Alonso Rincón. En 1569 el arquitecto Gaspar Báez traza el plano de edificación. En 1978 fue abierto al público.
Se caracteriza por sus muros de sillar y la bóveda de ladrillo con una sola nave, además de su estilo mestizo.